# Jane Badler
Jane Badler, född 31 december 1953 i Brooklyn, New York, är en amerikansk skådespelare som har blivit mest känd för sin roll som den ondsinta utomjordingen Diana i TV-serien V. Badler har även spelat en rad andra roller, bland annat Shannon Reed i TV-serien Farligt uppdrag (1989–1990).